# Словенские ключи
Словенские ключи — природная достопримечательность, расположенная на берегу Городищенского озера, к северу от Изборска, в Псковской области.
Почитается православными верующими и является популярным местом посещения среди туристов, путешествующих по Псковщине, а также посещающих Изборскую крепость и Труворово городище.

## Географическое описание

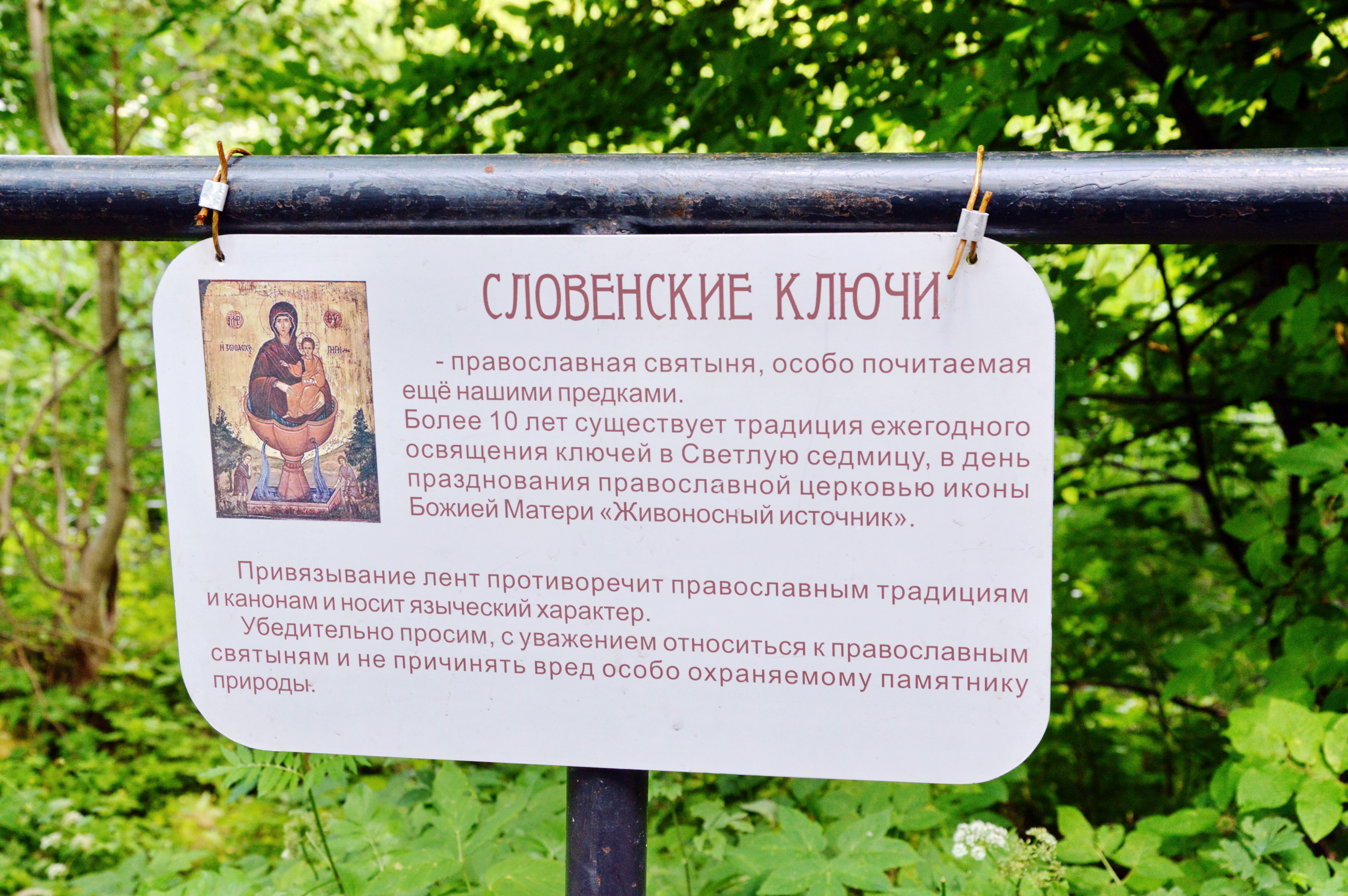
Информационная табличка

Каскад ключей находится на правом берегу Изборско-Мальской долины, в 25 метрах от уреза воды Городищенского озера, и представляет собой обнажение девонских переслаивающихся тонкоплитчатых и толстоплитчатых известняков и доломитов. Подземные воды выходят на границах пластов карбонатных пород, образуя ключи, стекающие в озеро. Расход в Словенских ключах составляет более 100 л/с. В среднем ежесекундно выбрасывается до 3,5 — 4 литров воды.
Вода в Словенских ключах довольно жёсткая и содержит много растворённых солей, минерализация составляет 200—340 мг/л.
Весной расход в ключах значительно увеличивается, и они образуют каскад водопадов. В осеннее время могут пересыхать.

## История

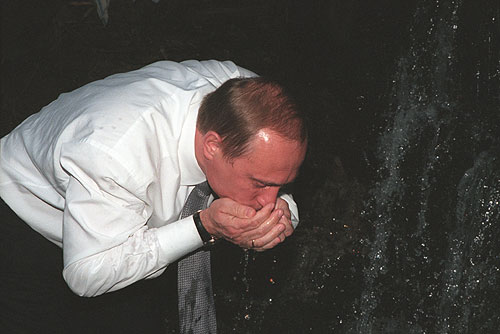
Владимир Путин пьёт из Словенских ключей (2000 год)

В ряде источников говорится, что ключам более 1000 лет, но первые фиксированные в письменных источниках упоминания относятся ближе к XVII веку. В «Книге Большому чертежу» — первом географическом описании земли русской сказано: «от Пскова в тридцати верстах к западу, город Изборск стоит на Словенских ключах».
Ключи также упоминаются в различных исторических сборниках и записках путешественников XIX — начала XX веков.

## Почитание в православии
В начале XXI века Словенские ключи рядом православных верующих стали почитаться как своего рода святыня. На месте размещены информационные таблички о данном статусе, а в течение нескольких лет, в день празднования иконы Божьей Матери «Живоносный источник», здесь проходит водосвятный молебен. Перед этим к ключам направляется торжественное шествие во главе с Псковским митрополитом.

## В литературе
Словенские ключи упоминаются в произведениях советского и российского поэта-прозаика Станислава Золотцева, уроженца Псковской области. Название природного памятника включено в рассказ «Кровь и слёзы Словенских ключей» и дневник «Ещё звенят Словенские ключи».